# Estilolita

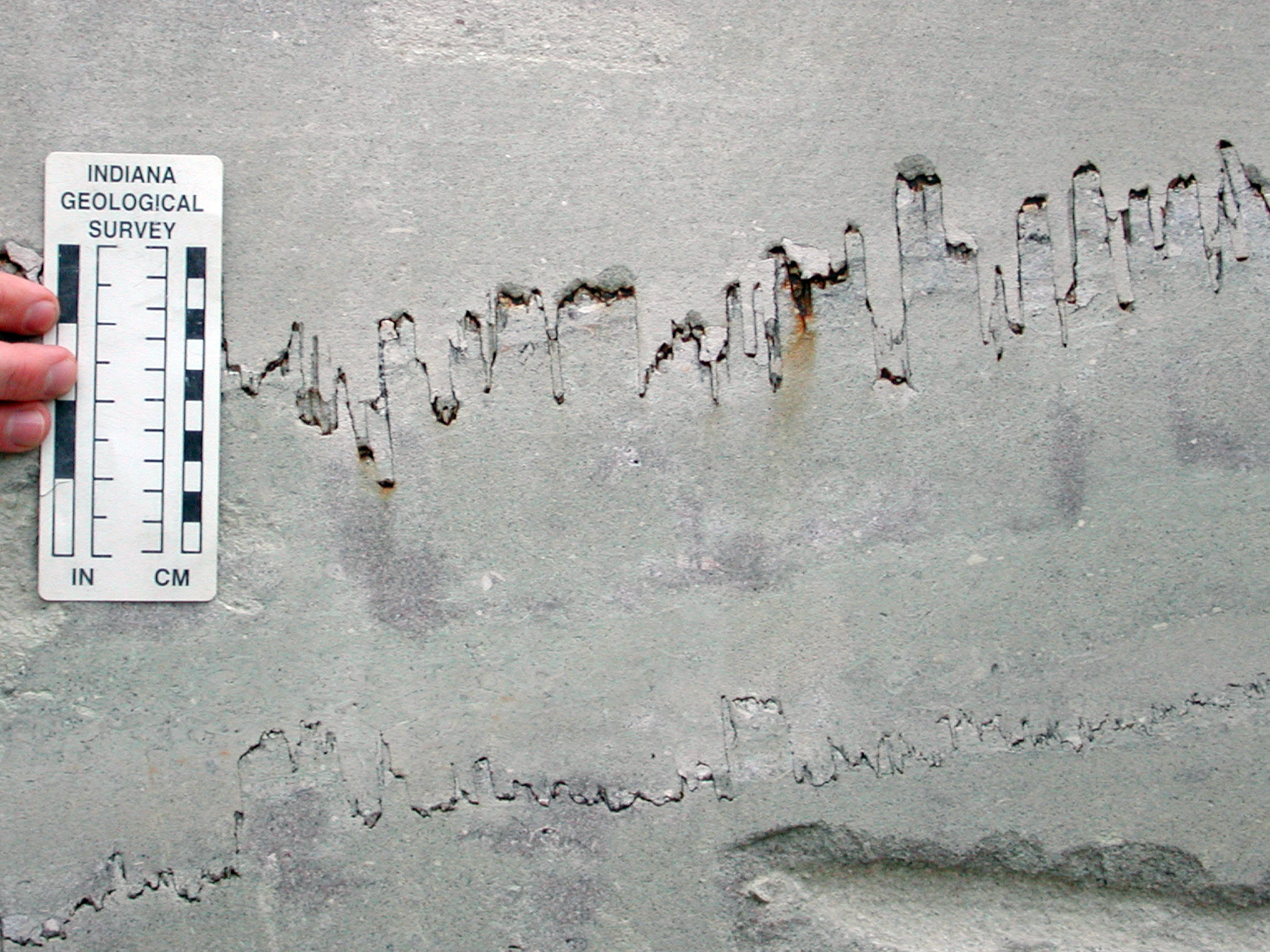
Macroestilolites en una pedra calcària.

Les estilolites (en anglès stylolites, que prové del grec: stylos, pilar; lithos, pedra) són superfícies serrades de les quals s'han desplaçat minerals per la pressió de dissolució, en un procés que fa disminuir el volum total de la roca. Els materials insolubles com els minerals argilosos, pirita i òxids romanen dins les estilolites i es fan visibles. Apareixen més sovint en roques homogènies, La seva mida pot anar de microscòpica a més de 10 m d'ample en el gel. Normalment s'estratifiquen paral·lelament però poden ser obliqües.

## Classificació
Es poden classificar segons la geometria o l'estratificació (horitzontals, inclinades, verticals, etc.).
Una estilolita no és una fractura estructural.
Les estilolites són importants en els camps de la petrologia, estratigrafia i hidrologia.

## Galeria

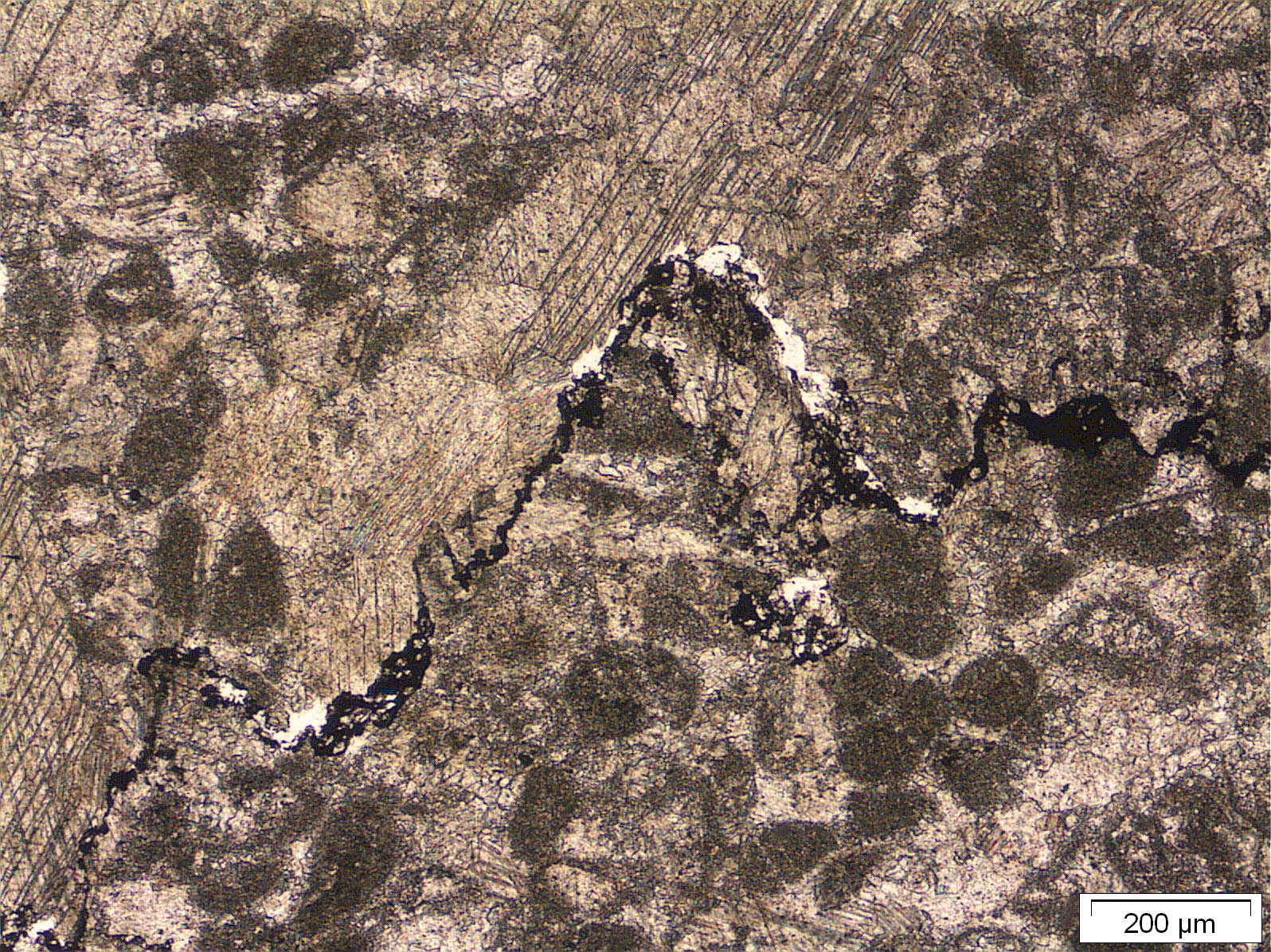
Estilolita amb llum polaritzada
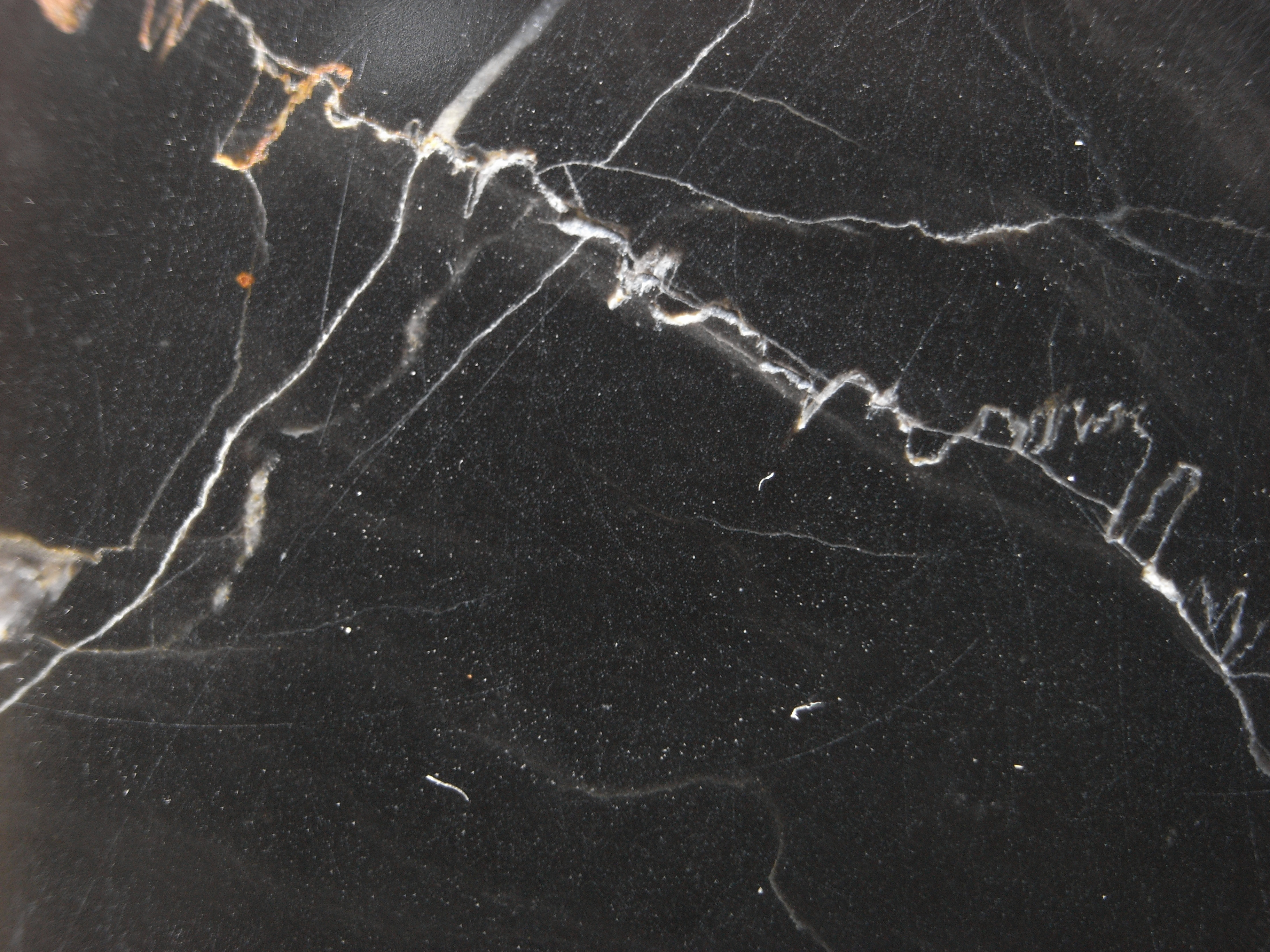
A una calcària d'Eslovàquia